# Macrodontia flavipennis
Macrodontia flavipennis là một loài bọ cánh cứng trong họ Cerambycidae.